# Acanthogonatus pissii
Acanthogonatus pissii är en spindelart som först beskrevs av Simon 1889.  Acanthogonatus pissii ingår i släktet Acanthogonatus och familjen Nemesiidae. Inga underarter finns listade i Catalogue of Life.